# 阿部佑宇
阿部 佑宇（あべ ゆう、1984年9月17日 - ）は、日本の男子バスケットボール選手である。北海道二海郡八雲町出身。ポジションはガード。身長178cm、体重78kg。竹内世代のひとり。

## 来歴
東海大四高校から東海大学に進み、竹内譲次らとともにインカレ2連覇に貢献。
卒業後の2007年、松下電器に入社しバスケットボール部に所属。ルーキーシーズンより主力となり、オールスターゲームにも選出される。
2013年、休部となったパナソニックの後継として創設される和歌山トライアンズに移籍。

## 経歴
- 東海大四高校 - 東海大学 - パナソニック（2007年〜2013年） - 和歌山